# Mormoops blainvillei
Mormoops blainvillei is een zoogdier uit de familie van de plooilipvleermuizen (Mormoopidae). De wetenschappelijke naam van de soort werd voor het eerst geldig gepubliceerd door Leach in 1821.